# Parma Panthers
Parma Panthers (español: Panteras de Parma) es un equipo de fútbol americano de Parma, Emilia-Romaña (Italia).

## Historia

#### Fundación
El equipo fue fundado en 1981 por Vic Dasaro, un estudiante de veterinaria estadounidense que asiste a la universidad en Parma. Dasarolló el equipo a partir de una amalgama de levantadores de potencia de un gimnasio local de la escuela secundaria, exjugadores de rugby, otros estudiantes de veterinaria y un grupo mixto de porteros de fútbol, atletas de pista y niños locales que habían visto fútbol ocasionalmente en televisión transmitió y le gustó el aspecto del casco. El equipo ahora está formado por antiguos veteranos de IFL y jugadores jóvenes de los propios equipos juveniles de los Panthers, con un contingente saludable de estudiantes de la Universidad de Parma.

#### Silver Bowl
En 2008 después de su año inaugural en la Serie B, los Panthers ganan el título en su segunda temporada. El 3 de julio, en presencia del hermoso estadio Ridolfi de Florencia, las Panthers se enfrentaron a los Catania Elephants. La temporada comenzó inestable debido a retrasos en la preparación, pero gracias a la llegada del entrenador Bill Piner, asistido por el entrenador Joe Knoll, el equipo iría en una racha de seis victorias consecutivas. Todo su arduo trabajo le daría a los Panthers una victoria en la final. Por su excelente desempeño, Renato Costi fue votado como el mejor mariscal de campo en la liga, y su hermano Darío fue elegido mejor receptor y KOR. Mattia Marino, líder en equipos especiales y defensa, también fue reconocido por su juego junto a Luca Scurria, Nicola Palmia, Gian Luca Ferrari, Rasheed Shittu y el capitán Alberto Lanzoni. Todos estos jugadores fueron votados entre los mejores en sus posiciones individuales. El héroe del juego del título fue Luca Marchesi.

#### Títulos
Después de 2 temporadas, en 2010 Ryan Tully deja las Panteras y es reemplazado por el corredor / esquinero Greg Hay, mientras que Craddock y McIntyre dicen que volverán por otro año. La lista también incluye la incorporación de varios jugadores jóvenes, incluidos varios de los equipos juveniles, y otros de los Bobcats de Parma y borrachos irlandeses de Massa. El equipo exhibe un tremendo talento y espíritu de equipo, respaldado por una combinación perfecta de novatos y veteranos. Con una racha de 7 victorias consecutivas, los Panthers recibirían una primera ronda hasta las semifinales en los playoffs. Con los estadounidenses descansando para los playoffs, los Panthers tropezarían y sufrirían su única derrota en la liga, terminando con un récord de 7-1. Su oponente semifinal, los Giants, son los campeones italianos del año anterior. Después de un comienzo traumático (14-0 en los primeros minutos), los Panthers regresaron para ganar (21-20) y marcaron su boleto para una tercera aparición en el Super Bowl en 5 años. En el Super Bowl, los Panthers tendrían una revancha contra los Elephants, el único equipo que los venció en la temporada regular. Los Panthers ganarían la final por una ventaja de 56-26, navegando hacia su primer título. El Jugador Más Valioso del juego fue Greg Hay, mientras que Michele Canali es nombrada MVP Defensiva del juego. 
En 2011 los Panthers terminaron la temporada regular en el segundo lugar. En los playoffs, el black-silver tuvo la oportunidad de vengar sus dos derrotas en la temporada regular. Primero derrotaron a los Elephants en la semifinal y luego a los Warriors durante el Super Bowl italiano. En el espléndido marco del estadio XXV Aprile, los Panthers se coronan campeones italianos por segundo año consecutivo. 
Durante la temporada 2012 los Panthers sufrieron solo dos derrotas, la primera contra los Bolzano Giants en la semana 2, y luego contra los Catania Elephants en la semana 6. Terminaron la temporada en segundo lugar, detrás de los Catania Elephants. El Super Bowl se jugó en Varese, que es un sitio neutral entre los dos equipos. Los Panthers triunfaron con un puntaje de 61 a 43 sobre los Elephants, lo que llevó al tercer campeonato consecutivo de la Liga de Fútbol Italiana de los Panthers. 
Al haber sufrido solo por una derrota solitaria en la Semana 4 ante los Dolphins de Ancona, 20-28, los Panthers se pasaron el resto de la temporada regular y entraron a los playoffs con un adiós en la primera ronda. El emparejamiento de la semifinal fue, por supuesto, contra el único equipo que venció a los Panthers en el juego de temporada regular, los Ancona Dolphins. Esta vez, la ofensiva de alto poder de los Panthers y su sofocante defensa sumergieron y ahogaron a los Dolphins por un marcador de 34-16. El último juego de la temporada, el IFL Super Bowl, igualaría a los Panthers y un equipo al que ya habían derrotado dos veces, los Milan Seamen. Si bien el juego fue inicialmente de ida y vuelta y competitivo, como tantas otras veces en 2013, los Panthers eventualmente se escaparon con un puntaje final de 51-28 y un cuarto título consecutivo de IFL.
En competiciones europeas, disputó la final de la Copa de la EFAF de 2008, que perdió ante Berlin Adler por 29-0.

## Palmarés
- IFL 4: 2010-2011-2012-2013
- Silver Boel (Segunda división) 1: 2008